# Прикотенко, Андрей Михайлович
Андрей Михайлович Прикотенко (род. 9 января 1971, Ленинград) — российский театральный режиссёр. Главный режиссёр Новосибирского государственного академического театра «Красный факел» с 17 января 2023 года
В качестве режиссёра-постановщика работал в театрах Москвы, Риги, Санкт-Петербурга, Новосибирска, Орла. Всего на сценических площадках поставил более 30 спектаклей. Главный режиссёр Новосибирского государственного драматического театра «Старый дом» (2017—2023). Художественный руководитель Рижского русского театра им. М. Чехова (2007—2009).

## Биография
Окончил СПГАТИ (ныне РГИСИ) в 1998 году (курс В. М. Фильштинского).

С 2002 по 2007 год — основатель и руководитель мастерской Санкт-Петербургского театра на Литейном. Первый спектакль мастерской «Эдип царь» принес режиссёру известность и был награждён специальным призом жюри Российской национальной театральной премии и фестиваля «Золотая маска» (2003), высшей театральной премией Санкт-Петербурга «Золотой софит» в номинации «Лучшая режиссёрская работа» (2002). В постановке принимали участие Ксения Раппопорт, Тарас Бибич, Игорь Ботвин, Джулиано Ди Капуа.
«Прикотенко делает спектакль для поколения, боящегося пафоса и величия. Он рассказывает о недалеком, но честном Эдипе — человеке, которому всегда везло. О том, как мучительна для парня, привыкшего все доказывать кулаками, необходимость оглянуться на свою, казалось бы, так правильно прожитую жизнь и увидеть на ней отпечатки рока, которые превращают царя-счастливчика в позор и несчастье страны. Ни величия, ни пафоса нет, но смешной спектакль превращается в трагедию …». 
В 2005 году поставил спектакль «Тартюф» в Новосибирском театре «Красный факел». Главные роли исполняли Владимир Лемешонок (Оргон) и Игорь Белозеров (Тартюф). Постановка признана «Лучшим спектаклем-ансамблем» на Региональном театральном фестивале «Сибирский транзит» (2006), лауреат в номинациях «Лучшая сценография» (Олег Головко) и «Лучшая мужская роль» (Игорь Белозёров — Тартюф) в новосибирском театральном конкурсе «Парадиз» (2006). «Тартюф» был представлен в основной программе Российской национальной театральной премии «Золотая маска» в 2007 г. в четырёх номинациях.
С 2007 по 2009 годы руководил Рижским русским театром им М. Чехова, где поставил спектакли: «Дни нашей жизни» Л. Андреева, «Правила игры» (по мотивам повестей А. С. Пушкина «Пиковая дама» и «Метель» в интерпретации Н. Коляды и В. Сигарева), «Калека с острова Инишмаан» М. Макдонаха, «Дона Флор и два её мужа» Ж. Амаду.
С 2001 по 2006 годы работал в качестве старшего преподавателя кафедры режиссуры в СПбГАТИ (ныне РГИСИ), курс В. М. Фильштинского.

В период с 2010 по 2013 год активно сотрудничал с Большим драматическим театром им. Г. А. Товстоногова. Поставил спектакли «Лето одного года» Э. Томпсона, «Трактирщица» К. Гольдони, «Ревизор» Н. В. Гоголя, «Калека с острова Инишмаан» М. Макдонаха.
«На большой сцене, столько видавшей за девяносто с лишним лет, появился тихий, камерный спектакль „Лето одного года“. Режиссёр Андрей Прикотенко поставил его без лишнего пафоса. На этот раз из оголтелого совратителя классики (см. „Эдип-царь“, „Антигону“ в Театре на Литейном и другие остро-пряные интерпретации) Прикотенко превратился в уравновешенного и вдумчивого соавтора. <…> Олег Басилашвили играет умирание и воскрешение. Виртуозное ничегонеделанье на сцене, насыщенное содержанием — вот что такое игра Басилашвили в первом акте. Когда появляется жена Этель (Алиса Фрейндлих), то статика уравновешивается динамикой. Жена хлопочет вокруг, обустраивая дачное житье. Дуэт построен на контрасте двух характеров и ритмов, но вместе они — сложная музыка согласия и понимания, для которых не нужны слова».
С 2013 года создает спектакли в известных московских театрах: «Пять вечеров» и «Дона Флор и два её мужа» в театре Ленком, «#Операнищих» в Академическом театре сатиры.

В 2016 году поставил спектакль «Вишневый сад» в Новосибирском государственном драматическом театре «Старый дом», который стал лауреатом новосибирского театрального конкурса «Парадиз» в номинациях «Лучшая режиссура» и «Лучшая мужская роль» (Анатолий Григорьев) в 2017 г. 
«Только Чехов был способен увидеть в драматических ситуациях смешное. Прикотенко сумел угадать эту сложную природу чеховского комизма, но он воплотил и драматизм, освещенный радостным ощущением жизни».
В 2017 году приглашен в театр «Старый дом» на должность главного режиссёра. 
— Я хочу попробовать вместе с коллегами сделать театр, в котором бы был единый способ актерского существования. Высокий уровень мастерства. Чтобы актеры были сильные, и было много качественно сильных актеров, способных решать предельно сложные задачи. Затем мне хотелось бы сделать репертуар с акцентом на современные темы, продолжить поиск современной драматургии, литературы. При этом хочется делать актуальный театр, в который будет активно ходить зритель, а не отстраненный от людей. Театр для людей — эта формула великого итальянца Джорджо Стрелера мне очень нравится. Не для самого себя и ради самого себя. А для людей.
Его спектакли принимали участие в Межрегиональном театральном фестивале «Ново-Сибирский транзит», Всероссийском фестивале «Реальный театр», Всероссийском фестивале «Голоса истории», Международном фестивале М. Макдонаха, Международном фестивале древнегреческой драматургии, Международном театральном фестивале «Балтийский дом».

## Спектакли
1. «Саня. Санька. Александр…» по пьесе Ю. Рогозина / Новосибирский государственный драматический театр «Старый дом» Новосибирск
2. «Маугли» Р. Киплинг/ Театр им. Тургенева, Орел
3. «Конек-Горбунок» П. Ершов / Театр им. Тургенева, Орел
4. «Дни нашей жизни» Л. Андреев / Театр им. Тургенева, Орел
5. «Эдип царь» Софокл / Санкт-Петербургский театр на Литейном
6. «Слуга двух господ» К. Гольдони / Санкт-Петербургский театр на Литейном
7. «Антигона» Софокл / Санкт-Петербургский театр на Литейном
8. «Вини-пух» А. Милн / Санкт-Петербургский театр на Литейном
9. «Пляска смерти» А. Стриндберг / Театральная артель, Санкт-Петербург
10. «Гамлет» Шекспир / Новый драматический театр, Москва
11. «Тартюф» Мольер / Новосибирский государственный академический драматический театр «Красный факел»
12. «Пролетая над богоугодным заведением» по пьесе «Ревизор» / СПбГАТИ, курс В. М. Фильштинского
13. «До свидания, мальчики» Б. Oкуджава (совместно с В. М. Фильштинским) / СПбГАТИ, курс В. М. Фильштинского
14. «Золотой век» Д. Шостакович / Государственный академический Мариинский театр
15. «Дни нашей жизни» Л. Андреев / Рижский русский театр им. М. Чехова
16. «Калека с острова Инишмаан» М. Макдонах / Рижский русский театр им. М. Чехова
17. «Дона Флор и два её мужа» Ж. Амаду / Рижский русский театр им. М. Чехова
18. «Правила игры» А. Пушкин по повести «Пиковая дама» и «Метель» / Рижский русский театр им. М. Чехова
19. «Лерка» по пьесам В. Сигарева / Театр-фестиваль «Балтийский дом», Санкт-Петербург
20. «Чеховъ. Водевиль» по водевилям А. П. Чехова / Санкт-Петербургский академический театр им. Ленсовета
21. «Сильвестр» В. Бочанов / Новосибирский государственный академический драматический театр «Красный факел»
22. «Тартюф» Мольер / Театр-фестиваль «Балтийский дом», Санкт-Петербург
23. «Лето одного года» Э. Томпсон / Большой драматический театр им. Г. А. Товстоногова
24. «Пять вечеров» А. Володин / Московский государственный театр «Ленком»
25. «Трактирщица» К. Гольдони / Большой драматический театр им. Г. А. Товстоногова
26. «Ревизор» Н. В. Гоголь / Большой драматический театр им. Г. А. Товстоногова
27. «Калека с острова Инишмаан» М. Макдонах / Большой драматический театр им. Г. А. Товстоногова
28. «Дона Флор и два её мужа» Ж. Амаду / Московский государственный театр «Ленком»
29. «Вишневый сад» А. П. Чехов театр / Новосибирский государственный драматический театр «Старый дом»
30. «#Операнищих» / Московский академический драматический театр сатиры
31. «Sociopath/Гамлет» / Новосибирский государственный драматический театр «Старый дом»
32. «Русская матрица» автор текста А. Прикотенко / Санкт-Петербургский академический театр им. Ленсовета[8]
33. «Сон в купальскую ночь» Шекспир / Национальный академический театр имени Янки Купалы, Минск [9]
34. «Серотонин» М. Уэльбек / Государственный драматический театр «Приют комедианта»
35. «Пульчинелла» / Новосибирский государственный драматический театр «Старый дом»[10]
36. «Покров-17» / Никитинский театр, Воронеж

## Награды
- Специальный приз Российского национального театрального фестиваля и премии «Золотая маска»
- Высшая театральная премия Санкт-Петербурга «Золотой софит» в номинации «Лучшая режиссёрская работа»
- Лауреат Межрегионального фестиваля-конкурса «Сибирский транзит»
- Дважды лауреат новосибирского театрального конкурса «Парадиз»
- Обладатель приза имени Олега Шейнциса «За художественное воплощение замысла спектакля»

## Персональные данные
Женат, имеет двоих детей